# Matti Hatava
Matti Hatava, född 10 mars 1981, är en finländsk bågskytt. Han deltog vid olympiska sommarspelen 2008.